# Вајтинг (Канзас)
Вајтинг (енгл. Whiting) град је у америчкој савезној држави Канзас.

## Демографија
По попису из 2010. године број становника је 187, што је 19 (-9,2%) становника мање него 2000. године.
| Група             | 2000.       | 2010.       |
| Белци             | 197 (95,6%) | 171 (91,4%) |
| Афроамериканци    | 0 (0,0%)    | 0 (0,0%)    |
| Азијати           | 0 (0,0%)    | 0 (0,0%)    |
| Хиспаноамериканци | 0 (0,0%)    | 0 (0,0%)    |
| Укупно            | 206         | 187         |